# Phytoliriomyza dorsata
Phytoliriomyza dorsata är en tvåvingeart som först beskrevs av Siebke 1864.  Phytoliriomyza dorsata ingår i släktet Phytoliriomyza och familjen minerarflugor. Arten har ej påträffats i Sverige. Inga underarter finns listade i Catalogue of Life.